# Rodelinghem
Rodelinghem település Franciaországban, Pas-de-Calais megyében. Lakosainak száma 555 fő (2022. január 1.). Rodelinghem Balinghem, Bouquehault, Brêmes, Campagne-lès-Guines, Landrethun-lès-Ardres és Licques községekkel határos.

## Népesség
A település népessége az elmúlt években az alábbi módon változott:
| Lakosok száma | 565  | 550  | 545  | 528  | 520  | 540  | 550  | 552  | 555  |
|               | 2013 | 2015 | 2016 | 2017 | 2018 | 2019 | 2020 | 2021 | 2022 |